# Chefferie supérieure Batcham
La chefferie supérieure Batcham est une chefferie traditionnelle située dans le département de Bamboutos, région de l'Ouest Cameroun. Elle est le lieu de ralliement des peuples Batcham locaux et de la diaspora. Elle a à sa tête Sa Majesté Adrien Djeutsa Sonkoué.

## Histoire
La Chefferie supérieure Batcham est située dans l'arrondissement Batcham, département du Bamboutos.   
La chefferie du village Batcham nait à la suite de la révolte de Fuo Patouo, guerrier du Grand Peuple Ngiemboon, mécontent de ne n’avoir pas été fait chef de la communauté à Nzié, après avoir victorieusement conduit le peuple à Nzié. Ne voulant jouer pas un second rôle, Fuo Patuo émigre pour fonder le royaume Balena. Du fait de son âge avancé, il ne parvient à véritablement installé son pouvoir.   
C'est le Roi Longouo qui rassemble plusieurs groupes locaux pour fonder un nouveau Royaume tel qu’il est aujourd’hui. Puis pour asseoir son autorité et peupler son royaume, Longouo va décider d’y accueillir tout paria, fugitif, aventurier ou déshérité en quête de refuge et de protection. C’est ainsi que le Royaume Balena se fera désormais appeler « La’a Tsoon ». Le mot « Tsͻ’ͻn » en langue Ngiemboon signifiant miséricorde ou pitié en français. La’a Tsoon signifie donc en français pays des miséricordieux. Le peuple est appelé Pa’Tsoon boon, qui veut dire « Ceux qui ont pitié du pauvre ». Longouo devient alors Fuo Patsoon, Fuo Tsaboon, le Chef Miséricordieux.  
Le mot Batcham vient dont de la transformation du nom Patsoon en Batscham en 1902 par un lieutenant allemand au cours de son expédition au sud de Bamenda. Batscham devient Batcham dès 1916, après le départ des Allemands et l’arrivée des anglais et des français.
Francis-Hervé Sonkoué Tatang est désigné le 29 avril 2001 pour succéder à son père Robert Tatang; 13e souverain du royaume Batcham, son règne ne dure que six ans, car il décède le 18 décembre 2007 dans des circonstances troubles. Depuis 2016, la chefferie Batcham a à sa tête le roi Adrien Djeutsa Sonkoué. Il est intronisé roi le 18 janvier 2016  à l'âge de 13 ans et succède à son père, Francis Hervé Sonkoué Tatang.

## Géographie
La forêt sacrée du domaine royal s'étend sur 1 ha. Le royaume Batcham est traversé sur toute sa longueur par un cours d’eau.  Batcham est parsemé de collines, de vallées et de chutes d’eau. La terre est très fertile en raison de son importante pluviometrie. La température moyenne annuelle à Batcham est de 22°C et les précipitations sont en moyenne de 916.6mm.  
L'agriculture reste la principale occupation des paysans de la localité de Batcham. Les populations pratiquent une agriculture à mi-chemin entre l’extensif et l’intensif. Pratiquée majoritairement par les femmes, elle est vivrière, pluviale.  

## Population
En 2005, la population de la chefferie Batcham est estimée à 29 155 habitants. La population de Batcham a l’une des densité les plus fortes des zones rurales africaines. 

## Organisation
Le royaume Batcham est devenue chefferie Batcham. La chefferie est classée au 1er  degré par l'Arrêté n°019/CAB/PM du 07 février 1981 déterminant les groupements traditionnelles de 1er degré.
La chefferie Batcham a à sa tête un roi, le Fuo’tsoo. Le roi est assisté dans la gestion du village par des confréries : les Mekem Lepfouo (les neuf), les Mekem Soombuo (les sept), les Tchinda (serviteurs), les Wala (gardiens de la sacralité), le FO’FO (police). L’intégrité du territoire est assurée par les Mandzong (forces armées) dont les deux branches principales sont les Piébiap et les Koon Mandzong.

## Souverains successifs
Au total 14 souverains se sont déjà succédé à la tête de la chefferie Batcham. La chefferie Batcham a à sa tête le roi Adrien Djeutsa Sonkoué depuis le 18 janvier 2016 à l'âge de 13 ans mettant fin à une vacance du pouvoir qui a duré 8 ans et 28 jours.  
|    | Période de règne | Noms et prénom du roi        |
| -- | ---------------- | ---------------------------- |
| 14 | 2016 -           | Adrien Djeutsa Sonkoué       |
|    | 2007 - 2016      | Régence                      |
| 13 | 2001 - 2007      | Francis Hervé Sonkoué Tatang |
| 12 | 1965 - 2001      | Robert Tatang                |
| 11 | 1950 - 1965      | Etienne Djuatio              |
|    | 1947 - 1950      | Régence                      |
| 11 | 1941-1947        | Etienne Djuatio              |
| 10 | 1923 - 1941      | Mbouno                       |
| 9  | 1917 - 1923      | Fom                          |
| 8  | 1860 - 1917      | Mbit                         |
| 7  | 1860 - 1917      | Mekong                       |
| 6  | 1830 - 1860      | Tandjou                      |
| 5  | 1750 - 1830      | Longouo                      |
| 4  | ....             | ....                         |
| 3  | ....             | ....                         |
| 2  |                  |                              |
| 1  |                  | Patouo (Roi fondateur)       |